# اواندو (مونتانا)
اواندو (به انگلیسی: Ovando) شهری در ایالت مونتانا کشور ایالات متحده آمریکا است که جمعیت آن در سرشماری سال ۲۰۱۰ میلادی، ۸۱ نفر بوده‌است.
اُواندو سکونتگاهی با کمتر از ۱۰۰ نفر جمعیت در کنار پارک ملی گلِیشیِر است. این پارک ملی با جنگل‌ها و کوه‌های بلند میان آمریکا و کانادا کشیده شده.

## موقعیت جغرافیایی
موقعیت جغرافیایی شهرها و مناطق اطراف به شرح زیر است: